# Richard Herzinger

Richard Herzinger bei einer Podiumsdiskussion in Hamburg, ca. 2005

Richard Herzinger (* 28. November 1955 in Frankfurt am Main) ist ein deutscher Publizist.

## Werdegang
Herzinger besuchte das Taunusgymnasium in Königstein/Taunus, studierte Germanistik an der Freien Universität Berlin und wurde dort mit einer Arbeit über Heiner Müller promoviert.
Richard Herzinger arbeitet als freier Publizist in Berlin. Als Autor, Redakteur und politischer Korrespondent war er für Die Zeit, den Berliner Tagesspiegel, die Zürcher Weltwoche und zuletzt fast 15 Jahre lang für Die Welt und Welt am Sonntag tätig. Er schreibt für zahlreiche deutsche und internationale Zeitungen und Zeitschriften, unter anderem eine zweiwöchentliche Kolumne für das ukrainische Magazin Український Тиждень (Ukrainische Woche). Auf seinem Weblog „hold these truths“ erscheinen seit 2020 regelmäßig Analysen und Kommentare zum Weltgeschehen.

## Veröffentlichungen
- Masken der Lebensrevolution. Vitalistische Zivilisations- und Humanismuskritik in Texten Heiner Müllers. Fink, München 1992, ISBN 3-7705-2811-5.
- mit Hannes Stein: Endzeit-Propheten oder die Offensive der Antiwestler. Fundamentalismus, Antiamerikanismus und Neue Rechte. Rowohlt, Reinbek 1995, ISBN 3-499-13561-2.
- „Kulturkrieg und utopische Gemeinschaft. Die ‚Konservative Revolution‘ als deutscher antiwestlicher Gegenmodernismus“. In: Volker Eickhoff & Ilse Korotin (Hrsg.): Sehnsucht nach Schicksal und Tiefe. Der Geist der Konservativen Revolution. Picus-Verlag, Wien 1997, ISBN 3-85452-406-4.
- Die Tyrannei des Gemeinsinns. Ein Bekenntnis zur egoistischen Gesellschaft. Rowohlt, Berlin 1997, ISBN 3-87134-301-3.
- Republik ohne Mitte. Ein politischer Essay. Siedler, Berlin 2001, ISBN 3-88680-734-7.
- Kapitalismus als Ethos, In: Kapitalismus oder Barbarei? (Sonderheft Merkur, Heft 9/10, 57. Jahrgang), Klett-Cotta, Stuttgart 2003, ISBN 978-3-608-97051-7.
- mit Heinrich Vogel: Kontinentaldrift. Bertelsmann, Bielefeld 2003, ISBN 978-3-7639-3153-8.